# Marc Albrighton
Marc Kevin Albrighton (Tamworth, 18 novembre 1989) è un ex calciatore inglese, di ruolo centrocampista o ala.

## Carriera

### Club

#### Aston Villa e prestito al Wigan
Dopo aver seguito il percorso giovanile con la maglia dell'Aston Villa, ha ottenuto diverse convocazioni in prima squadra per la stagione 2008-2009. Ha debuttato il 26 febbraio 2009, in un incontro valido per l'edizione 2008-2009 della Coppa UEFA, tra i Villans e il CSKA Mosca, vinto per due a zero dai russi, in cui ha giocato per tutta la gara.
Albrighton ha fatto il suo esordio in Premier League contro il Wigan Athletic al Villa Park, subentrando dalla panchina il 12 settembre 2009.
Il suo esordio da titolare in Premier League è avvenuto nella gara contro il West Ham nella gara di apertura della stagione successiva. Ha segnato il suo primo gol Premier League per i Villans contro il Tottenham, il 2 ottobre 2010. La stagione 2010–2011 è stata fantastica per lui visto che i tanti infortuni dei titolari dell'Aston Villa gli hanno permesso di giocare con continuità e mettere a segno un numero notevole di reti per un centrocampista della sua età: 5 realizzazioni, unite a 7 assist. Ha giocato anche un mese in prestito (ottobre-novembre 2013) al Wigan nella sua ultima stagione all'Aston Villa.

#### Leicester City e prestito al West Bromwich
Nell'estate del 2014 viene acquistato dal Leicester City, compagine neopromossa in Premier League. Alla prima stagione con le Foxes totalizza 20 presenze e due gol.
Nell'annata successiva, con l'arrivo del nuovo allenatore Claudio Ranieri, viene impiegato in modo costante dal tecnico italiano, giocando come ala sinistra in un centrocampo a quattro del 4-4-2. Segna il suo primo gol della seconda stagione nella prima partita stagionale segnando l'ultimo gol del 4 a 2 in casa allo Stadio King Power contro il Sunderland. Il 2 Maggio 2016 vince la Premier League con il Leicester City grazie al pareggio per 2-2 del Tottenham secondo in classifica contro il Chelsea, che segue il pareggio del giorno prima dei Foxes contro il Manchester United per 1-1.
Mercoledì 14 settembre 2016, Marc Albrighton sigla il primo gol della storia del Leicester City in Champions League contro il Club Brugge nel primo turno della fase a gironi, partita poi vinta dalle Foxes per 3-0.
Il 31 gennaio 2023 passa in prestito fino al termine della stagione al West Bromwich.

#### Ritorno al Leicester City e ritiro
Il 31 maggio 2023, a scadenza del prestito, è tornato al Leicester City, con cui ha giocato la stagione 2023-2024 in Championship, raggiungendo la vittoria finale del campionato e la promozione in Premier League. Al termine del contratto con le Foxes, rimane svincolato.
Il 29 agosto 2024 annuncia il ritiro dall'attività agonistica.

### Nazionale
Ha giocato nelle nazionali giovanili inglesi Under-20 ed Under-21.

## Statistiche

### Presenze e reti nei club
Statistiche aggiornate al 4 maggio 2024.
| Stagione           | Squadra            | Campionato         | Campionato | Campionato | Coppe nazionali | Coppe nazionali | Coppe nazionali | Coppe continentali | Coppe continentali | Coppe continentali | Altre coppe | Altre coppe | Altre coppe | Totale | Totale |
| Stagione           | Squadra            | Comp               | Pres       | Reti       | Comp            | Pres            | Reti            | Comp               | Pres               | Reti               | Comp        | Pres        | Reti        | Pres   | Reti   |
| ------------------ | ------------------ | ------------------ | ---------- | ---------- | --------------- | --------------- | --------------- | ------------------ | ------------------ | ------------------ | ----------- | ----------- | ----------- | ------ | ------ |
| 2008-2009          | Aston Villa        | PL                 | 0          | 0          | FACup+CdL       | 0               | 0               | CU                 | 1                  | 0                  | -           | -           | -           | 1      | 0      |
| 2009-2010          | Aston Villa        | PL                 | 3          | 0          | FACup+CdL       | 1+1             | 0               | UEL                | 1                  | 0                  | -           | -           | -           | 6      | 0      |
| 2010-2011          | Aston Villa        | PL                 | 29         | 5          | FACup+CdL       | 2+1             | 1+0             | UEL                | 2                  | 0                  | -           | -           | -           | 34     | 6      |
| 2011-2012          | Aston Villa        | PL                 | 26         | 2          | FACup+CdL       | 1+2             | 1+0             | -                  | -                  | -                  | -           | -           | -           | 29     | 3      |
| 2012-2013          | Aston Villa        | PL                 | 9          | 0          | FACup+CdL       | 1+1             | 0               | -                  | -                  | -                  | -           | -           | -           | 11     | 0      |
| lug.-ott. 2013     | Aston Villa        | PL                 | 0          | 0          | FACup+CdL       | 0+1             | 0               | -                  | -                  | -                  | -           | -           | -           | 1      | 0      |
| ott.-nov. 2013     | Wigan              | FLC                | 4          | 0          | FACup+CdL       | 0+0             | 0               | UEL                | 0                  | 0                  | -           | -           | -           | 4      | 0      |
| nov. 2013-2014     | Aston Villa        | PL                 | 19         | 0          | FACup+CdL       | 1+0             | 0               | -                  | -                  | -                  | -           | -           | -           | 20     | 0      |
| Totale Aston Villa | Totale Aston Villa | Totale Aston Villa | 86         | 7          |                 | 12              | 2               |                    | 4                  | 0                  |             | -           | -           | 102    | 9      |
| 2014-2015          | Leicester City     | PL                 | 18         | 2          | FACup+CdL       | 2+0             | 0               | -                  | -                  | -                  | -           | -           | -           | 20     | 2      |
| 2015-2016          | Leicester City     | PL                 | 38         | 2          | FACup+CdL       | 2+2             | 0               | -                  | -                  | -                  | -           | -           | -           | 42     | 2      |
| 2016-2017          | Leicester City     | PL                 | 33         | 2          | FACup+CdL       | 4+0             | 0               | UCL                | 9                  | 2                  | CS          | 1           | 0           | 47     | 4      |
| 2017-2018          | Leicester City     | PL                 | 34         | 2          | FACup+CdL       | 5+3             | 0               | -                  | -                  | -                  | -           | -           | -           | 42     | 2      |
| 2018-2019          | Leicester City     | PL                 | 27         | 2          | FACup+CdL       | 1+4             | 0+1             | -                  | -                  | -                  | -           | -           | -           | 32     | 3      |
| 2019-2020          | Leicester City     | PL                 | 20         | 0          | FACup+CdL       | 4+4             | 0               | -                  | -                  | -                  | -           | -           | -           | 28     | 0      |
| 2020-2021          | Leicester City     | PL                 | 31         | 1          | FACup+CdL       | 5+1             | 1+0             | UEL                | 5                  | 0                  | -           | -           | -           | 42     | 2      |
| 2021-2022          | Leicester City     | PL                 | 17         | 1          | FACup+CdL       | 1+2             | 1+0             | UEL+UECL           | 3+7                | 0+1                | CS          | 1           | 0           | 31     | 3      |
| 2022-gen. 2023     | Leicester City     | PL                 | 6          | 1          | FACup+CdL       | 1+4             | 0+0             | -                  | -                  | -                  | -           | -           | -           | 11     | 1      |
| Totale Leicester   | Totale Leicester   | Totale Leicester   | 224        | 13         |                 | 45              | 3               |                    | 24                 | 3                  |             | 2           | 0           | 295    | 19     |
| gen.-giu. 2023     | West Bromwich      | FLC                | 17         | 0          | FACup+CdL       | 0               | 0               | -                  | -                  | -                  | -           | -           | -           | 17     | 0      |
| 2023-2024          | Leicester City     | FLC                | 12         | 0          | FACup+CdL       | 3+3             | 0               | -                  | -                  | -                  | -           | -           | -           | 18     | 0      |
| Totale carriera    | Totale carriera    | Totale carriera    | 343        | 20         |                 | 63              | 5               |                    | 28                 | 3                  |             | 2           | 0           | 436    | 28     |

## Palmarès

### Club

#### Competizioni nazionali
- Campionato inglese: 1

Leicester City: 2015-2016
- Coppa d'Inghilterra: 1

Leicester City: 2020-2021
- Community Shield: 1

Leicester City: 2021
- Football League Championship: 1

Leicester City: 2023-2024